# Ame no Furu
Ame no Furu (アメノフル?) es una serie de manga japonés escrita por Ippon Takegushi e ilustrada por Santa Mitarashi. Fue serializada en la revista Shūkan Shōnen Jump de Shūeisha desde el 18 de abril de 2021 hasta el 13 de septiembre del mismo año, siendo compilada en tres volúmenes tankōbon.

## Argumento
Descrita como una «comedia de batalla de dulces», la serie sigue a Tsumugi Minase, una «usuaria de dulces» que empuña un arma de lollipop gracias al Toy Toy Candy, un dulce que otorga poderes mágicos a quienes lo comen. Sin embargo, el poder de ese mismo caramelo destruyó la ciudad de Tokio hace cinco años, por lo que no puede dejar que nadie sepa de su habilidad.

## Personajes
Tsumugi Minase (水瀬 ツムギ Minase Tsumugi?)
Es una usuaria de dulces de lollipop y estudiante de primer año de secundaria. Debido a su amor por los dulces, especialmente las lollipop, se compromete a encontrar y derrotar al usuario de dulces de lollipop que destruyo Tokio.
Misaki Midori (三鳥 ミサキ Midori Misaki?)
Es un agente de Recette de una estrella. Recientemente se transfirió a la misma escuela secundaria que Tsumugi Minase y actualmente está en su primer año.
Irie Touka (入江 トウカ Touka Irie?)
Es una usuaria de dulces de helado de vainilla y una agente de Recette de tres estrellas. Asiste a la misma escuela secundaria que Tsumugi y Misaki, y actualmente está en su segundo año. Tiene la atmósfera de una mujer grande y preparada, pero en realidad es una cabeza hueca que olvida las cosas.

## Publicación
Ame no Furu está escrito por Ippon Takegushi e ilustrado por Santa Mitarashi. La serie fue publicada en la revista Shūkan Shōnen Jump de Shūeisha del 18 de abril hasta el 13 de septiembre de 2021. Shūeisha recopilo sus capítulos en volúmenes tankōbon individuales. El primer volumen se publicó el 4 de agosto de 2021, y el último volumen fue lanzado el 3 de diciembre de 2021.
La serie tiene licencia para publicación simultánea en América del Norte a medida que se lanza en Japón, con sus capítulos siendo lanzados digitalmente en inglés por Shūeisha en su servicio Manga Plus, así  su servicio en Viz Media.
| Volúmenes de manga publicados | Volúmenes de manga publicados | Volúmenes de manga publicados |
| Número                        | Fecha de publicación          | ISBN                          |
| ----------------------------- | ----------------------------- | ----------------------------- |
| 1                             | 4 de agosto de 2021           | ISBN 978-4-08-882778-0        |
| 2                             | 4 de octubre de 2021          | ISBN 978-4-08-882837-4        |
| 3                             | 3 de diciembre de 2021        | ISBN 978-4-08-882873-2        |

## Recepción
Hannah Alton de Comic Book Resources elogió los dos primeros capítulos de Ame no Furu, calificándolo de «dulce sorpresa», diciendo que el manga «ha tenido un comienzo prometedor gracias a su premisa única y personajes entrañables». También cree que «podría ser la próxima gran novedad en Shōnen Jump» siempre que su premisa única no haga que la serie sea demasiado oscura.